# Gongorgou
Gongorgou, également appelé Gangarougou, est une commune rurale située dans le département de Manni de la province de la Gnagna dans la région de l'Est au Burkina Faso.

## Géographie
Gongorgou est situé à 6 km au Nord de Manni, chef-lieu du département.

## Santé et éducation
Le centre de soins le plus proche de Gongorgou est le centre de santé et de promotion sociale (CSPS) de Dakiri ainsi que le centre médical de Manni.